# The Circle (album Bon Jovi)
The Circle – jedenasty album studyjny grupy Bon Jovi, premiera albumu w Polsce odbyła się 6 listopada 2009 r. Członkowie zespołu zapowiadali ten album jako powrót do rock'n'rolla. Album promowała światowa trasa koncertowa "The Circle Tour". Album zadebiutował na pierwszym miejscu w USA, sprzedając się, podczas pierwszego tygodnia po premierze, w 163 tys. egzemplarzy.

## Lista utworów
1. "We Weren't Born to Follow" (Jon Bon Jovi, Richie Sambora) - 4:03
2. "When We Were Beautiful" (Jon Bon Jovi, Richie Sambora B.Falcon) - 5:18
3. "Work for the Working Man" (Jon Bon Jovi, Richie Sambora, D.Brown) - 4:04
4. "Superman Tonight" (Jon Bon Jovi, Richie Sambora B.Falcon) - 5:12
5. "Bullet" (Jon Bon Jovi, Richie Sambora) - 3:50
6. "Thorn in My Side" (Jon Bon Jovi, Richie Sambora) - 4:07
7. "Live Before You Die" (Jon Bon Jovi, Richie Sambora) - 4:17
8. "Broken Promiseland" (Jon Bon Jovi, Richie Sambora, J.Shanks, D.Child) - 4:57
9. "Love's the Only Rule" (Jon Bon Jovi, Richie Sambora, B.Falcon) - 4:38
10. "Fast Cars" (Jon Bon Jovi, Richie Sambora, D.Child) - 3:16
11. "Happy Now" (Jon Bon Jovi, Richie Sambora, D.Child) - 4:21
12. "Learn to Love" (Jon Bon Jovi, Richie Sambora, D.Child) - 4:39

## Wersje
Wersja wschodnioeuropejska, tzw. "budżetowa": w Polsce jako "Zagraniczny album - polska cena". Wersja zawierała jeden CD, nie zawierała książeczki.

Wersja podstawowa: zawierała jeden CD z książeczką.

Wersja Deluxe - CD+DVD: Limitowana wersja dwupłytowa z dodatkowym DVD. Płyta znajdowała się opakowaniu digipack (rozkładane kartonowe pudełko). Na DVD zamieszczono film dokumentalny "When We Were Beautiful", ukazujący zespół podczas trasy koncertowej Lost Highway, wyreżyserowanego przez Phila Griffina. Czas trwania filmu: 88 minut. Film ten zamieszczony został także na edycji BlueRay wydawnictwa "Live At Madison Square Garden".

## Twórcy
- Jon Bon Jovi - wokal, gitara akustyczna, harmonijka
- Richie Sambora - gitara prowadząca, śpiew towarzyszący
- Tico Torres - perkusja
- David Bryan - keyboard, fortepian, śpiew towarzyszący
- Hugh McDonald - gitara basowa, śpiew towarzyszący

## Pozycje na listach przebojów
| Lista      | Pozycja |
| ---------- | ------- |
| USA        | 1       |
| Niemcy     | 1       |
| Japonia    | 1       |
| Kanada     | 1       |
| Szwajcaria | 1       |
| Tajwan     | 1       |
| Hiszpania  | 3       |
| Holandia   | 4       |
| Australia  | 4       |
| Portugalia | 5       |
| Chorwacja  | 5       |
| Argentyna  | 6       |
| Finlandia  | 6       |
| Irlandia   | 7       |
| Szwecja    | 9       |
| Czechy     | 11      |
| Włochy     | 13      |
| Belgia     | 31      |
| Meksyk     | 38      |
| Francja    | 39      |
| Polska     | 41      |